# Требуксія
Требуксія (Trebouxia) — рід мікроскопічних одноклітинних зелених водоростей родини Trebouxiaceae. Це фотосинтетичні організми, які можуть існувати у різних вологих середовищах в полярних, тропічних та помірних регіонах. Требуксія може існувати також в симбіотичних стосунках з грибами у формі лишайників. Переважна більшість водоростей-симбіонтів у лишайниках належать до роду требуксія. Цікаво, що водорость при вивільнені з лишайника може виживати як вільно живий організм поодинці або в колоніях, але гриби-симбіонти без водоростей гинуть. Требуксія — найпоширеніший фотобіонт серед лишайників, що дійшли до наших днів. Вона використовує каротиноїди та хлорофіл а та b для отримання енергії від сонця та забезпечення поживних речовин для різних тварин та комах.

## Види
- T. asymmetrica(інші мови)
- T. impressa(інші мови)
- T. magna
- T. usneae(інші мови)
- T. jamesii(інші мови)
- T. arboricola(інші мови)
- T. gelatinosa(інші мови)
- T. erici
- T. corticola(інші мови)
- T. galapagensis(інші мови)
- T. higginsiae(інші мови)
- T. gigantea(інші мови)
- T. flava(інші мови)
- T. potteri(інші мови)
- T. showmanii(інші мови)
- T. incrustata(інші мови)
- T. anticipata(інші мови)
- T. aggregata(інші мови)
- T. excentrica
- T. glomerata
- T. irregularis
- T. pyriformis
- T. decolorans(інші мови)
- T. crenulata(інші мови)
- T. italiana